# Liste der denkmalgeschützten Objekte in Levice
Die Liste der denkmalgeschützten Objekte in Levice enthält die 27 nach slowakischen Denkmalschutzvorschriften geschützten Objekte in der Gemeinde Levice im Okres Levice.

## Denkmäler
| Foto |                 | Denkmal / č. ÚZPF                              | Standort / Konskr. Nr.                                       | Offizielle Beschreibung                                 | Beschreibung                                                  | Metadaten                                                               |
| ---- | --------------- | ---------------------------------------------- | ------------------------------------------------------------ | ------------------------------------------------------- | ------------------------------------------------------------- | ----------------------------------------------------------------------- |
| BW   | Datei hochladen | Wassermühle(sk) ObjektID: 402-2472/0           | 90 Standort KG: Horša Konskr.Nr.: 90,105                     | kameň; Horný mlyn                                       | obere Mühle                                                   | č. NKP: 402-2472/0 Stand des NKP: 2012-02-08 Name: MLYN VODNÝ           |
| ja   | Datei hochladen | Chateau(sk) ObjektID: 402-1609/0               | 101 Standort KG: Kalinčiakovo Konskr.Nr.:                    | solitér; Dolný kaštieľ                                  | Solitäres Chateau, unteres Herrenhaus                         | č. NKP: 402-1609/0 Stand des NKP: 2012-02-08 Name: KAŠTIEĽ              |
| ja   | Datei hochladen | Kirche(sk) ObjektID: 402-1610/0                | 123 Standort KG: Kalinčiakovo Konskr.Nr.: 123                | ref.; emporový kalvínsky kostol                         | calvinistisch reformierte Kirche                              | č. NKP: 402-1610/0 Stand des NKP: 2012-02-08 Name: KOSTOL               |
| ja   | Datei hochladen | Denkmal(sk) ObjektID: 402-1615/0               | Standort KG: Levice Konskr.Nr.:                              | padlí r. 1848-49; bitka pri Tekov.Luž., 19. April 1849  | für die Gefallenen der Revolution 1848/49, Schlacht von Tekov | č. NKP: 402-1615/0 Stand des NKP: 2012-02-08 Name: POMNÍK               |
| BW   | Datei hochladen | Untergegangenes Dorf(sk) ObjektID: 402-1617/1  | Standort KG: Levice Konskr.Nr.:                              | skúmané; Bratka, stredoveké sídlo                       | untersucht, mittelalterliche Siedlung Bratka                  | č. NKP: 402-1617/1 Stand des NKP: 2012-02-08 Name: DEDINA ZANIKNUTÁ     |
| BW   | Datei hochladen | Fundamente der Kirche(sk) ObjektID: 402-1617/2 | Standort KG: Levice Konskr.Nr.:                              | skúmané; kostol sv.Martina na Bratke                    | untersucht, St. Martin zu Bratka                              | č. NKP: 402-1617/2 Stand des NKP: 2012-02-08 Name: KOSTOL ZÁKLADY       |
| BW   | Datei hochladen | Kirchenfriedhof(sk) ObjektID: 402-1617/3       | Standort KG: Levice Konskr.Nr.:                              | skúmané; príkostolný cintorín Bratka                    | untersucht, an der Kirche Bratka                              | č. NKP: 402-1617/3 Stand des NKP: 2012-02-08 Name: CINTORÍN PRÍKOSTOLNÝ |
| ja   | Datei hochladen | Denkmal-Kopie(sk) ObjektID: 402-2174/0         | Standort KG: Levice Konskr.Nr.:                              | Koháry Štefan; ?-1664, vojvodca                         | Štefan Koháry, Kommandant                                     | č. NKP: 402-2174/0 Stand des NKP: 2012-02-08 Name: PAMÄTNÍK-KÓPIA       |
| ja   | Datei hochladen | Pforte(sk) ObjektID: 402-11265/0               | 29.augusta ul. 2 Standort KG: Levice Konskr.Nr.: 52          | solitér; Vrátnica nemocnice                             | Pförtnerhaus des Hospitals                                    | č. NKP: 402-11265/0 Stand des NKP: 2012-02-08 Name: VRÁTNICA            |
| ja   | Datei hochladen | Hotel(sk) ObjektID: 402-2175/0                 | Čsl.armády ul. 2 Standort KG: Levice Konskr.Nr.: 235         | chodbový, nárožný; hotel Denk, hotel Lev                | Eckhaus, Hotel Denk/Lev                                       | č. NKP: 402-2175/0 Stand des NKP: 2012-02-08 Name: HOTEL                |
| ja   | Datei hochladen | Kirche(sk) ObjektID: 402-2073/0                | Čsl.armády ul. 16 Standort KG: Levice Konskr.Nr.: 242        | ev.a.v.; evanjelický kostol                             | evangelische Kirche                                           | č. NKP: 402-2073/0 Stand des NKP: 2012-02-08 Name: KOSTOL               |
| ja   | Datei hochladen | Schule(sk) ObjektID: 402-10802/0               | Engelsova ul. 3 Standort KG: Levice Konskr.Nr.: 390          | solitér; Pedagogická škola                              | Pädagogische Hochschule                                       | č. NKP: 402-10802/0 Stand des NKP: 2012-02-08 Name: ŠKOLA               |
| ja   | Datei hochladen | Rathaus(sk) ObjektID: 402-2177/0               | Hrdinov nám. 1 Standort KG: Levice Konskr.Nr.: 1             | solitér, chodbový; Mestský úrad                         | Stadtverwaltung                                               | č. NKP: 402-2177/0 Stand des NKP: 2012-02-08 Name: RADNICA              |
|      | Datei hochladen | Wohnhaus(sk) ObjektID: 402-2179/0              | Hrdinov nám. 7 KG: Levice Konskr.Nr.: 6                      | nárožný, pavlačový                                      | Eckhaus mit Balkon                                            | č. NKP: 402-2179/0 Stand des NKP: 2012-02-08 Name: DOM BYTOVÝ           |
| ja   | Datei hochladen | Wohnhaus(sk) ObjektID: 402-2181/0              | Hrdinov nám. 12 Standort KG: Levice Konskr.Nr.: 9            | radový; Knappov dom, hotel Golden Eagle                 | Reihenhaus, Haus Knapp, Hotel "Goldner Adler"                 | č. NKP: 402-2181/0 Stand des NKP: 2012-02-08 Name: DOM BYTOVÝ           |
| ja   | Datei hochladen | Bürgerhaus(sk) ObjektID: 402-2180/0            | Hrdinov nám. 13 Standort KG: Levice Konskr.Nr.: 10           | radový+nárožný; Jozefčekov dom                          | Eck-Reihenhaus, Haus Jozefče                                  | č. NKP: 402-2180/0 Stand des NKP: 2012-02-08 Name: DOM MEŠTIANSKY       |
| ja   | Datei hochladen | Wohnhaus(sk) ObjektID: 402-2178/0              | Hrdinov nám. 16 Standort KG: Levice Konskr.Nr.: 12           | radový+nárožný, pavlačový; Kálvin udvar                 | Eck-Reihenhaus, Veranda, Hof Calvin                           | č. NKP: 402-2178/0 Stand des NKP: 2012-02-08 Name: DOM BYTOVÝ           |
| ja   | Datei hochladen | Synagoge(sk) ObjektID: 402-2281/0              | Kittenberga Kálmána ul. Standort KG: Levice Konskr.Nr.: 3191 |                                                         |                                                               | č. NKP: 402-2281/0 Stand des NKP: 2012-02-08 Name: SYNAGÓGA             |
| ja   | Datei hochladen | Bürgerhaus(sk) ObjektID: 402-2176/0            | Na bašte ul. 2 Standort KG: Levice Konskr.Nr.: 2             | radový+nárožný, schodiskový; Kleinov dom, vežičkový dom | Eck-Reihenhaus, Haus Klein                                    | č. NKP: 402-2176/0 Stand des NKP: 2012-02-08 Name: DOM MEŠTIANSKY       |
| ja   | Datei hochladen | Wohnhaus(sk) ObjektID: 402-2182/0              | SNP ul. 1 Standort KG: Levice Konskr.Nr.: 2509,2510          | pavlačový, nárožný; Borosov dom                         | Eckhaus, Haus Boros                                           | č. NKP: 402-2182/0 Stand des NKP: 2012-02-08 Name: DOM BYTOVÝ           |
| ja   | Datei hochladen | Kirche(sk) ObjektID: 402-1620/0                | Sv.Michala ul. 30 Standort KG: Levice Konskr.Nr.: 2427       | r.k.sv.Michala; farský kostol sv. Michala               | römisch-katholische Pfarrkirche St. Michael                   | č. NKP: 402-1620/0 Stand des NKP: 2012-02-08 Name: KOSTOL               |
| ja   | Datei hochladen | Kirche(sk) ObjektID: 402-1621/0                | Sv.Michala ul. 36 Standort KG: Levice Konskr.Nr.: 2411       | ref.; kalvínsky kostol                                  | calvinistisch reformierte Kirche                              | č. NKP: 402-1621/0 Stand des NKP: 2012-02-08 Name: KOSTOL               |
| ja   | Datei hochladen | Burg(sk) ObjektID: 402-1616/1                  | Sv.Michala ul. 40 Standort KG: Levice Konskr.Nr.: 2431       | ruina; Levický hrad                                     | Burgruine Levice                                              | č. NKP: 402-1616/1 Stand des NKP: 2012-02-08 Name: HRAD                 |
| ja   | Datei hochladen | Chateau(sk) ObjektID: 402-1616/2               | Sv.Michala ul. 40 Standort KG: Levice Konskr.Nr.: 2431       | Levický kaštieľ                                         | Burg Levice                                                   | č. NKP: 402-1616/2 Stand des NKP: 2012-02-08 Name: KAŠTIEĽ              |
| ja   | Datei hochladen | Piaristenkollegium(sk) ObjektID: 402-1618/1    | Sv.Michala ul. 43 Standort KG: Levice Konskr.Nr.: 2412       | býv.Tekovské múzeum                                     | ehem. Museum Tekov                                            | č. NKP: 402-1618/1 Stand des NKP: 2012-02-08 Name: KOLÉGIUM PIARISTOV   |
| ja   | Datei hochladen | Kirche(sk) ObjektID: 402-1618/2                | Sv.Michala ul. 43 Standort KG: Levice Konskr.Nr.: 2412       | r.k.sv.Jozefa; piaristický kostol                       | römisch-katholische Kirche St. Joseph, Piaristen              | č. NKP: 402-1618/2 Stand des NKP: 2012-02-08 Name: KOSTOL               |
| ja   | Datei hochladen | Wohnhaus(sk) ObjektID: 402-10777/0             | Vojenská ul. 1 Standort KG: Levice Konskr.Nr.: 2450          | pavlačový, radový; archív, býv. dom rod. Engel          | Reihenhaus mit Veranda, Archiv, ehem. Haus der Familie Engel  | č. NKP: 402-10777/0 Stand des NKP: 2012-02-08 Name: DOM BYTOVÝ          |

## Legende
Die Tabelle enthält im Einzelnen folgende Informationen:
| Foto:                    | Fotografie des Denkmals. |
| Denkmal / č. ÚZPF:       | Die Übersetzung der Bezeichnung des Denkmals, wie sie vom Slowakischen Denkmalamt (Pamiatkový úrad Slovenskej republiky) verwendet wird. Die Originalbezeichnung ist unter dem Fragezeichen angegeben. Fehlt die Übersetzung, so wird die Originalbezeichnung direkt angezeigt. Weiters ist die Objekt-Identifikationsnummer (Objekt ID) angeführt. Sie ist die offizielle, in der Slowakei eindeutige Nummer č. ÚZPF inklusive der zugehörigen Zählnummer, wie sie in den Daten des Denkmalamtes angegeben wird. Da diese nur innerhalb eines Landkreises gezählt wird, ist dessen Nummer der Denkmalnummer vorangestellt. |
| Standort:                | Wenn in der Liste vorhanden, ist die Adresse angegeben. In Klammern kann sich noch eine zusätzliche Adresse befinden, wenn es beispielsweise ein Eckhaus ist. Bei freistehenden Objekten ohne Adresse (zum Beispiel bei Bildstöcken) ist eine Adresse angegeben, die in der Nähe des Objekts liegt. Durch Aufruf des Links Standort wird die Lage des Denkmals in verschiedenen Kartenprojekten angezeigt. Darunter sind die Katastralgemeinde (KG) und, wenn vorhanden, die Konskriptionsnummer (Konskr. Nr.) angegeben.                                                                                                   |
| Offizielle Beschreibung: | Es ist die Kurzbeschreibung auf Slowakisch, wie sie in den offiziellen Listen angegeben ist, eingetragen. |
| Beschreibung:            | Kurze Angaben zum Denkmal auf Deutsch. |
| Metadaten:               | Zusätzlich werden, wenn in den persönlichen Einstellungen das Helferlein Dauerhaftes Einblenden von Metadaten aktiviert ist, ebensolche angezeigt. |

- Karte mit allen Koordinaten:
- OSM |
- WikiMap